# Резолюция о применении военной силы (2001)
Резолюция о применении военной силы (англ. Authorization for Use of Military Force, AUMF) — принятая 14 сентября 2001 года равносильная федеральному закону совместная резолюция Палата представителей США и Сената США, наделяющая Президента США правом использовать вооруженную силу для борьбы с террористическими организациями, виновными в террористических актах 11 сентября 2001 года, а также государствами или отдельными людьми, оказывающими им какую-либо поддержку. Она была подписана президентом США Джорджем Бушем (младшим) 18 сентября 2001 года и стала своеобразным объявлением войны, первым в США со времен Второй мировой войны.
Против принятия этой резолюции проголосовала только член Палаты представителей Барбара Ли, которая заявила, что нельзя вести войну с неизвестным врагом.
Непосредственным следствием резолюции стала операция «Несокрушимая свобода» против Аль-Каиды и Талибана в Афганистане. Однако затем она использовалась как оправдание и иных операций в «войне против терроризма» по всему миру. К 2021 году данная резолюция была использована как санкция на ведение операций не менее чем в 22 странах.
В июне 2017 года Комитет по ассигнованиям Палаты представителей проголосовал за отмену данной резолюции, однако в итоге она осталась в силе. 